# Ediciones Atalanta
Pour les articles homonymes, voir Atalanta (homonymie).
Ediciones Atalanta est une maison d'édition espagnole indépendante dont le siège se trouve à Vilaür (province de Gérone, Espagne). La maison est fondée en octobre 2005 par l'éditeur Jacobo Siruela, qui auparavant avait fondé Ediciones Siruela, et son épouse Inka Martí, journaliste et photographe.

## Présentation
Le catalogue d'Atalanta, nom qui provient de la mythologie grecque, se divise en quatre collections qui symbolisent, respectivement, la «Brièveté», la «Mémoire», l'«Imagination» et la «Nature».

### Ars brevis
Cette collection de textes brefs cherche à condenser avec le plus d'intensité possible l'essence littéraire d'un auteur. Sont présents dans cette collection des auteurs tels que Joseph Conrad, Vivant Denon, Apulée, Vernon Lee, H. G. Wells, D. H. Lawrence, Ivan Tourgueniev, Thomas de Quincey, Oscar Wilde, la Dame Sarashina, Heinrich von Kleist, Alejo Carpentier, Nicolás Gómez Dávila, Naiyer Masud, Eliot Weinberger, une anthologie sur les vampires, Salvador Elizondo, Ludmila Petrouchevskaïa, Yasutaka Tsutsui, Francisco Tario, Felisberto Hernández, George MacDonald, José Bianco, une anthologie universelle de récits fantastiques, Robert Aickman, une anthologie sur le miroir, Franz Kafka, Jun'ichirō Tanizaki, W. Somerset Maugham, une anthologie sur le décadentisme, Ednodio Quintero, Juan Rodolfo Wilcock et Roger Caillois.

### Memoria mundi
Le but de cette collection est de récupérer la grande mémoire du monde à travers vingt-cinq siècles (grands livres d'Asie, grandes civilisations disparues, petits joyaux oubliés). On y trouve des œuvres et des auteurs tels que Genji Monogatari, le Yi King, El gran duque de Alba, Ivan Morris, Richard Tarnas, Michio Kaku, Winifred Gérin, Léon Tolstoï, Nicolás Gómez Dávila, le Rāmāiana, Jean Gebser, le Jin Ping Mei, Alain Daniélou, Edward Gibbon, El palacio de Liria, Giacomo Casanova, Matsuo Bashō, Lama Anagarika Govinda, Leonardo da Jandra, Octavio Paz, Les Mille et Une Nuits, Peter et Elizabeth Fenwick (The Art of dying), Jacobo Siruela, El palacio de las Dueñas, Arthur Rimbaud, Jordi Esteva, Jean-François Martel, Henryk Skolimowski, Sonu Shamdasani, Jeremy Naydler, E. F. Schumacher, la Bhagavad-Gita, les Upanishad, Juan Arnau, Peter Kingsley, Jeffrey J. Kripal, José Joaquín Parra Bañón, Bernardo Kastrup, Algis Uždavinys, David Fideler, René Adolphe Schwaller de Lubicz, le Sūtra du Diamant suivi du Sūtra du Cœur, Pythagore, Joseph Campbell, Jakob Böhme ou encore Mario Praz.

### Imaginatio vera
Cette collection souhaite offrir une nouvelle perspective sur toute une série d'œuvres littéraires et spirituelles inspirées par l'imagination (poésie, mythologies, anciennes visions métaphysiques et expériences visionnaires). On y trouve des auteurs tels que René Daumal, Linda Fierz-David, Michael Maier, Max Ernst, Joscelyn Godwin, Alain Daniélou, Jules Cashford, Jacobo Siruela, Inka Martí, Pim van Lommel, Helen Keller, Kathleen Raine, William Blake, George MacDonald, Patrick Harpur,  Owen Barfield, Arthur Zajonc, Tom Cheetham, Joseph Campbell, Remedios Varo, Keiron Le Grice, James Hillman, André Breton (L'Art magique), Gary Lachman, Károly Kerényi, Jeffrey Raff, William K. Mahony, Hilma af Klint, Edwin A. Abbott, Charles H. Hinton, Claude Bragdon, Pierre Mabille ou encore Gustav Fechner.

### Liber naturae
Il s'agit d'une collection entièrement consacrée à la nature, dans une nouvelle perspective holistique, à travers ses facettes les plus variées. Cette quatrième collection comprend des auteurs tels que Johann Wolfgang von Goethe, Henri Bortoft, Alfred North Whitehead, Jeremy Naydler, Arthur Firstenberg, Stephan Harding, Changlin Zhang, Christian de Quincey et Ernst Zürcher.

### Hors collection
Jean-Martin Fortier